# Mancomunidad Islandesa
La Mancomunidad Islandesa (nórdico antiguo: Þjóðveldisöld) o República Islandesa (nórdico antiguo: Þjóðveldið Ísland), fue un modelo de orden político en Islandia, basado en una critarquía, desde el establecimiento del Althing (Alþing en islandés) en 930 hasta la declaración de vasallaje («Gamli sáttmáli») prestada al rey de Noruega en 1264.
El establecimiento del Þjóðveldisöld se remonta a la llegada de un grupo en gran parte constituido por emigrantes noruegos antes de la unificación definitiva de su país por el rey Harald I.

## Precedente: Islandia vikinga
La Mancomunidad Islandesa no se puede comprender sin remontarse a la época de colonización de la isla durante la Era vikinga. Los vikingos procedían de un entorno cultural basado en clanes familiares, la autarquía y autonomía local; no sabían qué encontrarían en los nuevos territorios, pero sabían qué era lo que no querían: un sistema feudal que esclavizaba a los campesinos libres extendiéndose por toda Europa y del que Escandinavia no era ajena. Los nuevos colonos instituyeron, no obstante, un sistema legislativo nacional llamado Lögrétta que mantenía el orden en toda la isla. Existía la estratificación social, aunque prescindieron de reyes, príncipes y señores de la guerra, pero existían las diferencias en riqueza e influencia. Esas diferencias fueron evidentes entre terratenientes y hombres sin tierra, y bóndis (hombres libres) y thralls (esclavos).

## El sistema de losgoðorð
La estructura de la Islandia medieval era en forma de comunas. Sobre el plano nacional, el Althing constituía a la vez un tribunal y una cámara legislativa; no había una realeza ni un poder ejecutivo central. Islandia se dividía en numerosos goðorð, consistentes esencialmente en clanes o en alianzas dirigidas por jefes de clanes llamados goðar (en singular, goði). Los jefes de clanes aseguraban la defensa y nombraban hombres de leyes para resolver los conflictos entre los miembros del goðorð, que no consistían, estrictamente hablando, en zonas geográficas sino en grupos a los cuales cada individuo se adhería por su propia voluntad. Era, pues, por lo menos en teoría, posible cambiar a voluntad de goðorð. Dos hombres de cada uno representaban al pueblo en el Althing, una estructura más bien oligárquica.
Tal es la base de la tesis, discutida, según la cual el Estado libre constituía un tipo de democracia sin Estado. El goði era propietario de su puesto, que podía comprar, vender, tomar y legar mientras que ningún grupo de hombres de posición inferior podía elegir o votar a un miembro del goði.
Aunque los goði se postulaban como grandes hombres, eran pequeños caudillos locales comparados con sus equivalentes en el continente. Hacia el siglo XIII surgieron los «stórgoðar» (grandes goði) o «stórhöfðingjar» (grandes caudillos), herederos de los influyentes y ricos terratenientes de antaño.
Einar Olgeirsson afirma que la extraordinaria naturaleza de la cultura islandesa en aquella época fue una tardía y aislada fase de la más antigua sociedad tribal germánica.

## Sistema judicial

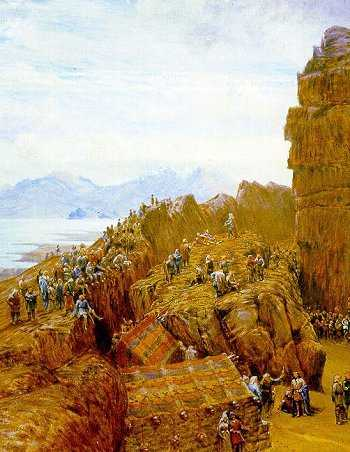
Representación del de una sesión en el Alþingi.

Si alguien deseaba apelar una decisión tomada por el tribunal de su goðorð o si surgía un conflicto entre los miembros de diferentes goðorð, era posible elevar el asunto a un sistema de cortes de más alta jerarquía hasta cuatro cortes regionales de 36 jueces (fjórðungsdómur) en el Althing, representantes de los goðar de las cuatro partes de Islandia. El Althing, a su vez, constituía una «quinta corte» nacional (fimmtadómur), una suerte de corte suprema compuesta de 48 jueces nombrados por los goðar de la sección legislativa (Lögrétta) del Althingi. 
Aunque el Althingi solo poseía un éxito moderado en la resolución de controversias, demostró el alcance de sus competencias al lograr, en parte por la presión de Olaf I de Noruega aunque también gracias a la fuerte acción misionera existente en la isla, imponer el cristianismo en Islandia en el año 1000, legislándose también que todos los islandeses debían ser bautizados y la prohibición, en público y pocos años después en privado, de rituales paganos. En 1117, todas sus leyes fueron puestas por escrito en un códice jurídico llamado Grágás.

## Economía y sociedad
La población de Islandia hacia 930 se estimaba en 35 000 personas. Estaba fuertemente mezclada, compuesta en su mayoría por noruegos del sudoeste, pero también de daneses, suecos, frisones, anglosajones y sajones. La proporción de hiberno-nórdicos era notable, llegados de los territorios vikingos de las Islas del Norte: Órcadas, Shetland, Hébridas, la Isla de Man o del norte de Escocia.
Los colonos islandeses vivían principalmente de la cría extensiva de ganado vacuno y sobre todo ovino. La práctica de la agricultura era posible en el sur, pero limitada, y el grano sería siempre un producto de importación insustituible. La pesca de salmón y trucha era un recurso importante. El comercio con Noruega, Inglaterra e Irlanda ocupaba un lugar importante. Los principales productos que se vendían eran madera, trigo, hierro, alquitrán, vestidos de lujo y objetos de arte, a cambio de lana, sebo y pieles.

## Servicio militar
Los seguidores de un goði le debían a este servicio militar. Se organizaban en pelotones o compañías basados en su estatus social y su equipamiento, que formaban, a su vez, ejércitos expedicionarios o leiðangrs. La tradición militar islandesa de la época se asemejaba estrechamente a la de Noruega. Respecto a su formación se atestiguan formaciones de caballería y formaciones de infantería equipada con armas de proyectiles, pero el grueso de las fuerzas estaban constadas por infantería ligera, media y pesada, con arqueros y honderos distribuidos entre las unidades de infantería como hostigadores de apoyo ligero. 
Antes del fin de la Mancomunidad por lo menos 21 fortalezas y castillos habían sido construidos en Islandia. 
Durante la guerra civil, las fuerzas en batalla consistían en un promedio de 1000 hombres con una tasa de bajas de solo el 15 %. Esta baja tasa de muertes ha sido atribuida a la mentalidad feudal que poseía la sociedad islandesa y que establecía que el ejército derrotado podía no ser sacrificado si había luchado con honor. 
Islandia no poseía un ejército permanente, pues en esta época constituía un estado unificado.

## Declive y caída

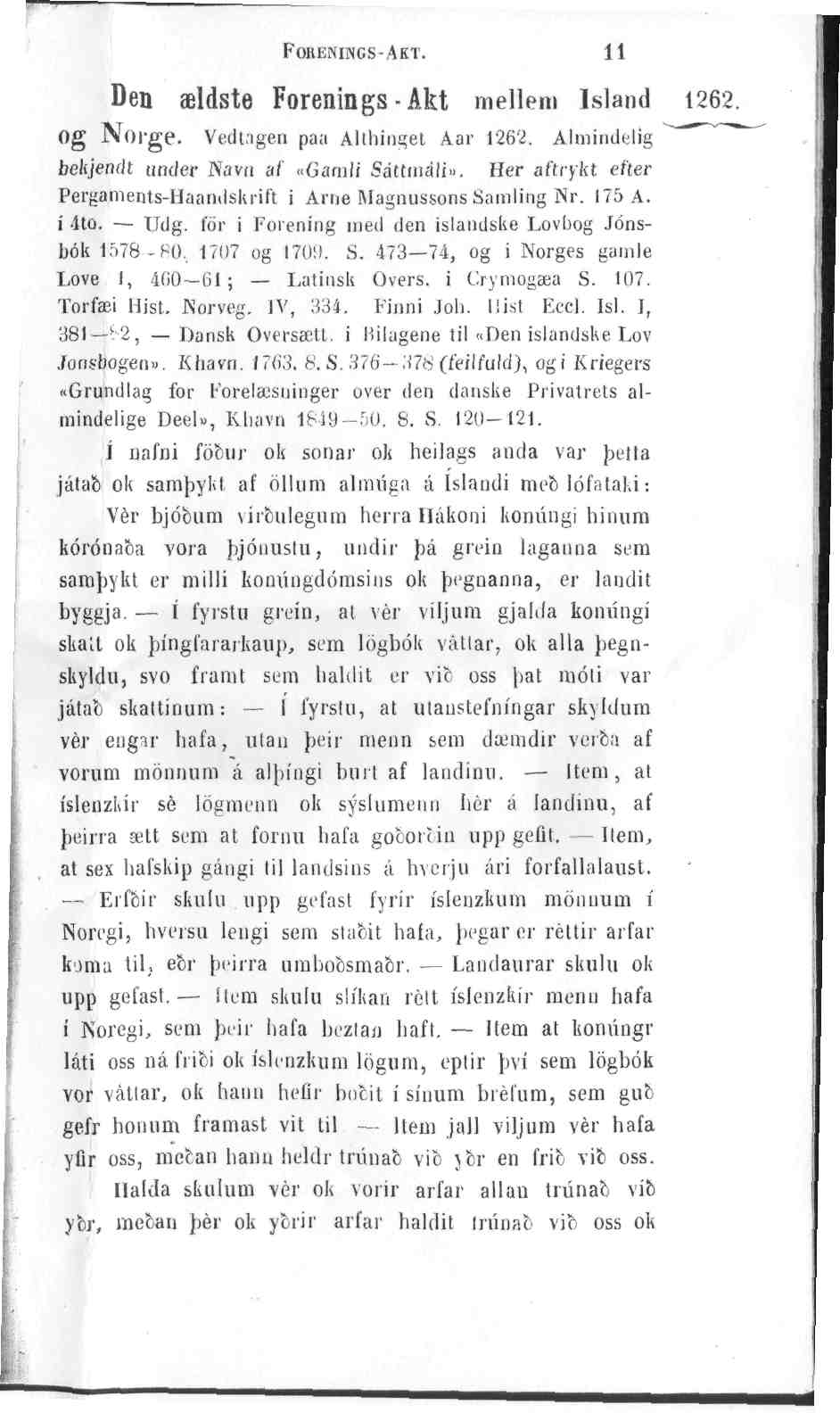
Página impresa del «Gamli sáttmáli»

En los principios del siglo XIII, en la era Sturlung, el Estado libre islandés comenzó a sufrir serios conflictos internos. 
Hacía el año 1220, la instauración de un impuesto territorial destinado a la manutención de las iglesias, que era desvíado por los jefes hacia su excesivo enriquecimiento personal, el Estado libre islandés comenzó a sufrir graves disensiones internas: En esta época, el 80 % de las tierras pertenecía a solo cinco grandes familias, las disputas entre sí degeneraron en una suerte de guerra civil que desgarró el país, alcanzando su cénit a mediados del siglo XIII. 
El poeta y político Snorri Sturluson, famoso, rico e influyente, desempeñó un papel clave y siempre disputado en las conversaciones.  
El rey de Noruega comenzó a presionar sobre los islandeses para que pusiesen al país bajo su autoridad. Una combinación de descontento hacia las hostilidades internas y la presión del rey de Noruega llevaron a los terratenientes islandeses a aceptar a Haakon IV de Noruega como su rey con la firma del «Gamli sáttmáli» («Pacto antiguo») en 1264 y a adoptar estructuras de organización feudal. Esto, efectivamente, significó el fin de la Mancomunidad.